# فيديريجو إنريك

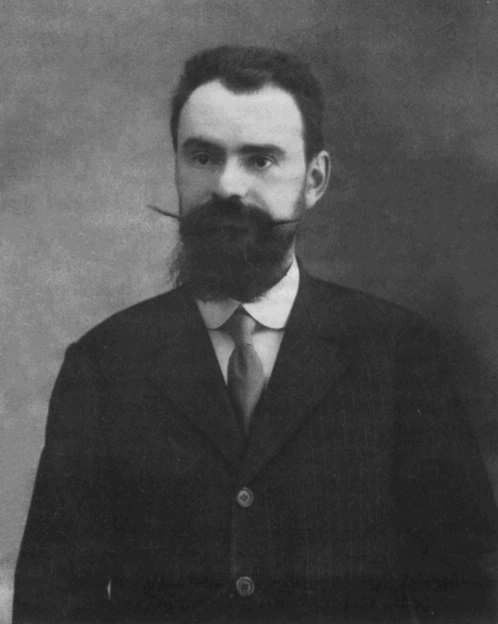
Federigo Enriques.jpg

فيديريجو إنريك ولد في ليفورنو، إيطاليا في الخامس من يناير سنة 1871 م.
فيديريجو  كان عالمٌ إيطالياً في الرياضيات، ويُعرف بإنه هو أول من صنف السطوح الجبرية في الهندسة ثنائية النطاق، وله اسهامات أخرى في الهندسة الجبرية.
توفى في 14 يونيو 1946 في مدينة روما.
من بين أعماله في الهندسة الوصفية:
- دروس في الهندسة الوصفية ، بولونيا 1893